# Libero Pilotto

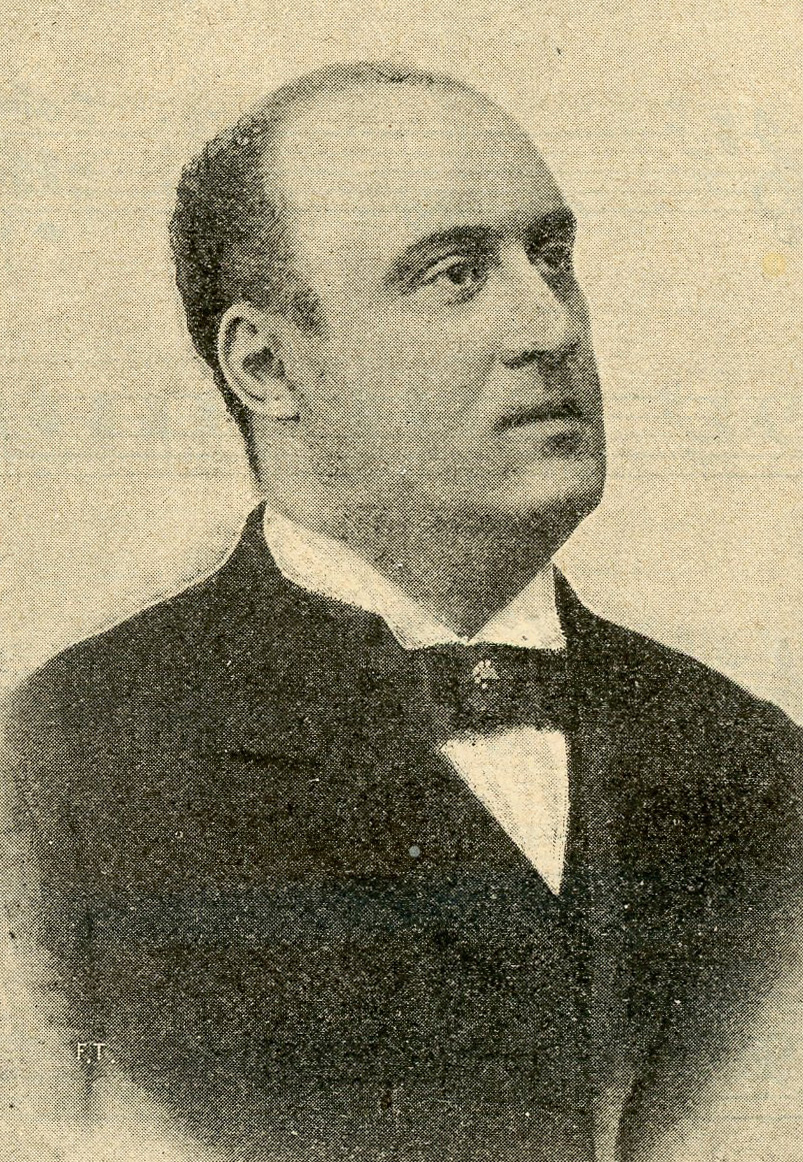
Libero Pilotto

Libero Pilotto (Feltre, 27 marzo 1854 – Feltre, 6 maggio 1900) è stato un attore e drammaturgo italiano attivo nella seconda metà dell'Ottocento.

## Biografia
Di umili origini, studiò alla Regia Scuola di declamazione di Firenze. Al termine degli studi entrò in arte, facendo parte prima di compagnie teatrali minori (in una delle quali recitò con una giovanissima Eleonora Duse) e poi come «generico» e «promiscuo» in grandi compagnie, come quelle di Luigi Bellotti Bon, Cesare Rossi, la Di Lorenzo-Andò e in quella di Ermete Zacconi.
Con lo Zacconi si associò nel 1894 dando vita alla Compagnia Pilotto-Zacconi, che durò soltanto tre anni.
Fu autore di una ventina di commedie - tra cui Dall'ombra al sole (1880), Le macchie del sole (1892), Figli d'Ercole (1898), Il tiranno di San Giusto e Un onorevole della minoranza - scritte in italiano. Le commedie Un amoreto de Goldoni a Feltre (1880), L'Onorevole Campodarsego (versione dialettale di Un onorevole della minoranza, 1889), I pelegrini de Marostega (1890) La bela vita, Il bancheto de Montebeluna, La famegia de un canonico e altre sono state da lui scritte in dialetto veneto. È stato anche autore di bozzetti e di scherzi comici, vivaci e bonari, che il pubblico ascoltava con gusto.
Sposato dal 1883 con l'attrice Antonietta Moro, da costei ebbe un figlio, Camillo, affermato attore teatrale, cinematografico e radiofonico della prima metà del Novecento.
Ammalatosi, fu costretto ad abbandonare la sua attività e si ritirò nella sua città natale dove morì nel 1900 all'età di 46 anni.